# Poochara pullata
Poochara pullata är en insektsart som beskrevs av Young 1986. Poochara pullata ingår i släktet Poochara och familjen dvärgstritar. Inga underarter finns listade i Catalogue of Life.